# Darren, Småland
Darren är en sjö i Oskarshamns kommun i Småland och ingår i Viråns huvudavrinningsområde.